# Weichsel-istiden
Weichsel-istiden (i Skandinavien), Wisconsin (i Nordamerika), Devensian (i Storbritannien) eller Würm-istiden (i Alperne) er den seneste istidsperiode og den endte ca. 9.600 f.Kr. Wisconsin/Weichsel/Devensian/Würm-istiden begyndte omkring 115.000 f.Kr. og nåede sit højdepunkt omkring 18.000 f.Kr. I Europa nåede den skandinaviske iskappe ned i det nordlige Tyskland.
Neandertal-mennesket var aktivt i Europa næsten hele perioden, indtil det uddøde for ca. 30.000 år siden (Mousterien-kulturen).
Termen istid refererer til alle istider i Jordens historie, især dem fra den pleistocæne epoke fra 2,6 millioner år siden til 9.600 f.Kr. I populærbrug refererer 'istiden' normalt til den seneste istid, Weichsel-istiden. For ca. 20.000 år siden var Danmark atter isfrit, og landet var hovedsagelig arktisk steppe, hvor planterester, der fløj rundt, blev aflejret i søer og moser.
Den hyppigst fundne planteart i disse aflejringer er rypelyng, som på latin hedder dryas. Af den årsag benævnes Weichsel-istidens sidste krampetrækninger for Ældste, Ældre og Yngre Dryas. Dryas-tiden var en overgangstid, hvor kolde perioder blev afløst af to varmere indslag, Bølling og Allerød.

## Perioder
Weichsel-istiden opdeles i 3 overordnede perioder (og en lang række faser).

### Tidlig Weichsel, ca. 115-55.000 f.Kr.
Perioden består af en række nedisninger, der dog ikke dækkede Danmark. Nedisningerne fik det globale havniveau til at falde 25-50 meter (eustasi), og Danmark var mere eller mindre land, men klimaet var arktisk til subarktisk med tundra eller parktundra. Vægten af den norske indlandsis trykkede jordskorpen ned (isostasi), så Skagerrak og Vendsyssel var et hav – med vekslende tempereret og arktisk fauna. Under Brørupmildningen ca. 100.000 f.Kr. indvandrede først birk og ene, siden rødgran og skovfyr. Andre mildninger (interstadialer) var Amersfoort og Odderhede. Den strenge kulde-periode, der indleder Weichsel, kaldes Herning-stadialen.

### Mellem Weichsel, ca. 55-23.000 f.Kr.
Perioden, der også kaldes Højglacial, blev indledt med et norsk isfremstød (stadial), der efterhånden overskred Skagerrak og dækkede det nordlige Danmark. Mellem-Weichsel indeholder andre stadialer, herunder det gammelbaltiske isfremstød, men også en række gletsjerfrie faser (interstadialer), hvorfra man kender en række fossile fund af tundra-levende dyr som f.eks. mammut. Se også Mammutsteppen. Fra ca. 35.000 f.Kr. kender man spor af Cro-Magnonmennesket fra Europa. Neanderthal-mennesket uddøde i slutningen af denne periode. De isfri perioder hedder Oerel, Glinde, Hengelo og Denekamp.

### Sen Weichsel, ca. 23.000-9.600 f.Kr.
Perioden, der også kaldes Senglacial, markerer istidens afslutning. Den regnes som regel også som Stenalderens første periode i Danmark – betegnet Ældste stenalder. Der kendes kun relativt få kulturfund fra Danmark, men flere fra området umiddelbart syd for. Det står dog klart, at menneskene i denne periode har været jægere med rensdyr som det primære bytte (omend en lang række andre dyr også var tilstede og formentlig blev jaget).
Fra ca. 22.000 f.Kr. indledes Kattegat-isstrømmen, der når Hovedstilstandslinjen i det sydvestlige Jylland. Hovedfremstødet fra Sverige var sammen med det ungbaltiske isfremstød Weichsel-istidens sidste og mest omfattende nedisning, hvor det skandinaviske isskjold dækkede det meste af Danmark bortset fra Esbjerg-egnen. Denne varede til for ca. 17.000 år siden, hvor det meste af Danmark var isfrit (bortset fra dødis-områder), og Ældste dryas blev indledt.
Senglacial underinddeles i en række klima- og vegetationsfaser:
- Ældste dryas (15.000-12.500 år f.Kr.) – den første periode, hvor det meste af Danmark var isfrit.
- Bøllingtid (12.700-12.050 år f.Kr.) – en mildere periode med parktundra.
- Ældre dryas (12.050-11.900 år f.Kr.) – klimaet blev igen koldere, hvilket fortrængte Bølling-floraen.
- Allerødtid (11.900-10.650 år f.Kr.) – mildere end Bøllingtid. Herfra kendes den tidligere tundrajæger-kultur, Brommekulturen.
- Yngre dryas (10.650-9.500 år f.kr.) – en sidste kølig periode; den hidtil sidste hvor Danmark er dækket af tundra.

## Fundnefossileri Danmark
- Indtil 13.500 f.Kr.
  - Saiga tatarica, saigaantilope
  - Coelodonta antiquitatis, uldhåret næsehorn
  - Dicrostonyx torquatus, halsbåndslemming
  - Lemmus lemmus, lemming
  - Mammuthus primigenius, mammut
  - Odobenus rosmarus, hvalros
  - Bison priscus, steppebison
  - Ovibos moschatus, moskusokse
  - Megaloceros giganteus, kæmpehjort
  - Rangifer tarandus, rensdyr
- Efter 13.500 f.Kr. er der betydeligt flere fossiler.